# Treeing Walker Coonhound
O Treeing Walker Coonhound é uma raça de cães de caça originária dos Estados Unidos. Começou a ser reconhecida como uma raça distinta em 1945.

## História
O crédito da criação da raça vai para dois homensː George
Washington Maupin e John W Walker. Ambos os homens eram de Kentucky, segundo a história, a raça realmente começou quando um animal de origem desconhecida, um cão de Tennessee, que foi roubado e cruzado com um cão Walkerhound por volta do século XVIII.

## Temperamento
O Treeing Walker Coonhound é excelente na caça. Eles são muito rápidos e ágeis e possui o que muitos chamam de cold nose (rastro frio) que é a capacidade de rastrear uma presa que passou em um determinado local há vários dias. Ao contrário de seus ancestrais, esta raça é bastante vocal e eles têm uma vocalização diferente que torna fácil para os seus donos  identificá-los onde estão, e a que ponto estão na caçada. Mesmo a longa distâncias podem ser ouvidos. O Treeing Walker Coonhound são peritos em encontrar e encurralar a presa. Esta raça tem orelhas grandes que lhes concendem uma boa audição. O Treeing Walker Coonhound é muito popular nos Estados Unidos como cão de caça por sua capacidade de rastrear, manipular e acuar sua presa. São utilizado para caçar animais como gambás, guaxinins, esquilos e até mesmo presas maiores como pumas, linces, ursos e javalis. Também é popular por causa de sua aparência agradável. O Treeing Walker Coonhound é uma raça de cão que é bastante saudável.

## Aparência
O Treeing Walker Coonhound possui entre 59 e 70 cm de altura na cernelha e pesa entre 50 e 70 kg. Tem uma pelagem curta e lisa. Esta é uma raça de cão muito poderosa. Muitas pessoas têm confundido a raça com um beagle grande. Os exemplares da raça apresentam-se na coloração tricolor. Isto é para distingui-los do Coonhound Redbone. A cor dos olhos são marrom escuro ou preto. O focinho é quadrado e médio, e os lábios superiores são caídos quase que cobrindo a parte inferior. As narinas são bem grandes e na cor preta. As orelhas desta raça são de comprimento médio e são inseridas moderadamente baixas. Elas devem cair graciosamente, com a ponta de dentro das orelhas inclinando-se para o focinho.
As patas são sólidas e compactas, de aparência semelhante a de um gato. Esta raça tem unhas fortes e dedos bem arqueados que lhe permitem correr rapidamente, com grande explosão quando necessário. Estes cães são ótimos nadadores. A cauda é alta e é forte na parte da raiz. O pelo é liso e fino, mas ainda denso o suficiente para protegê-lo. A cor preferível é um tricolor de preto, branco e castanho.